# Myotis septentrionalis
Myotis septentrionalis és una espècie de ratpenat de la família dels vespertiliònids. Viu al Canadà i els Estats Units. El seu hàbitat natural són els boscos boreals (poblacions septentrionals) i els boscos temperats (poblacions meridionals). Està amenaçat per la tala d'arbres, l'ús d'insecticides i la pertorbació humana del seu hàbitat.